# Dave Bowman
David Walter „Dave“ Bowman (* 8. September 1914 in Buffalo (New York); † 28. Dezember 1964 in Miami) war ein US-amerikanischer Jazzpianist des Swing und Dixieland-Revival.
Bowman hatte kanadische Eltern und wuchs in Hamilton (Ontario) auf. Er studierte Klavier am Konservatorium von Hamilton und am Musical Institute in Pittsburgh. 1933 bis 1936 spielte er mit Ken Steele in Kanada, 1936/37 war er bei Jack Hylton (auf Europa-Tour) und ging danach nach New York. Dort spielte er mit Sharkey Bonano, 1937 bis 1939 bei Bobby Hackett (mit dem er 1938 seine ersten Aufnahmen machte), 1939/40 mit Bud Freeman (in dessen Summa Cum Laude Orchester), in der Bigband von Jack Teagarden, mit Joe Marsala, Muggsy Spanier (1941/42) und Eddie Condon. In den 1950er-Jahren war er 1951 bis 1954 Studiomusiker bei ABC und NBC, spielte 1954/55 im Trio von Bud Freeman und zog 1955 nach Florida als Freelancer. In den 1960er-Jahren spielte er kurz vor seinem Tod in der Dixieland-Band von Phil Napoleon. Er starb bei einem Autounfall.
Er nahm mit Bobby Hackett, Bud Freeman, Muggsy Spanier, Joe Marsala, Louis Armstrong, Bob Crosby, Roy Eldridge, Billie Holiday und Sidney Bechet (1938) auf. Tom Lord verzeichnet in seiner Jazz-Diskographie 38 Aufnahmen von 1938 bis 1960. Darunter ist nur eine Aufnahme als Leader (Stars fell on Alabama/Blues, 1946 bei Signature).

## Lexikalischer Eintrag
- Carlo Bohländer, Karl Heinz Holler, Christian Pfarr: Reclams Jazzführer. 3., neubearbeitete und erweiterte Auflage. Reclam, Stuttgart 1989, ISBN 3-15-010355-X.